# Милан Дукић
Милан Д. Дукић (1870, Београд — 1929, Београд) био је професор Прве београдске гимназије, научник и аутор уџбеника.

## Биографија
Рођен је 1870. године као син угледног београдског учитеља и драматурга Димитрија Дукића. Након завршене Прве београдске гимназије уписује студије физике на Лицеју а потом и у Бечу.
У почетку ради као професор у Ваљеву и Ужицу где пуно доприноси побољшању квалитета наставе. Касније добија звање просветног инспектора у Министарству просвете.
1906. године постаје професор Прве београдске гимназије где предаје физику више од двадесет година. Важио је за строгог али правичног професора. Посебно је остао упамћен по томе што је инсистирао на повезивању градива са свакодневним животом. По речима његових ђака умео је да им омили физику својим сликовитим примерима. Био је један од првих професора који је организовао обавезан експериментални рад као део редовне наставе.
Бавио се и писањем уџбеника од којих је најупечатљивији Физика за више разреде средњих школа, дуго коришћен као обавезан наставни материјал у гимназијама. Сматра се једним од бољих уџбеника физике написаних у Србији.
Предавао је многим српским великанима, између осталих и престолонаследнику Александру Карађорђевићу.
Један је од оснивача Дома за ученике средњих школа. 1907. године професор Дукић убеђује Николу Пашића да Влада краљевине Србије да своју пуну финансијску подршку пројекту и оснује ту установу у кући породице Богићевић у Енглезовцу.
Био је пријатељ Милорада Шапчанина и Стевана Стојановића Мокрањца.
Носилац је ордена Карађорђеве звезде и ордена Светог Саве.
Био је ожењен Анђелијом Радуловић, ћерком угледног ужичког проте, чија сестра Милица је била удата за српског политичара, председника Државног савета Краљевине Југославије, Драгишу Леовца. Његов син Димитрије био је судија Врховног суда а сестрић Иван Атанасијевић пионир радио-астрономије.

## Занимљивости
Милан је припадао првој генерацији Прве београдске гимназије која је укључивала и женске ђаке. Школски другови су му између осталих били Драгутин Гавриловић и Бошко Чолак-Антић.
За физику се заинтересовао одмалена и врло рано почео да чита озбиљне уџбенике какав је био Физика професора Атанасија Стојковића, прва књига из физике написана на српском језику.
У Београду је упознао Алберта Ајнштајна, са којим је разговарао о науци.